# Malawi labdarúgó-szövetség
A malawi labdarúgó-szövetség (rövidítve: FAM) Malawi nemzeti labdarúgó-szövetsége. A szervezetet 1966-ban alapították, 1967-ben csatlakozott a Nemzetközi Labdarúgó-szövetséghez, 1968-ban pedig az Afrikai Labdarúgó-szövetséghez. A szövetség szervezi a Malawi labdarúgó-bajnokságot. Működteti a férfi valamint a női labdarúgó-válogatottat.